# رينغو لام
رينغو لام (بالصينية: 林嶺東) (و. 1955 – 2018 م) هو مخرج أفلام، وكاتب سيناريو، ومنتج أفلام صيني، ولد في هونغ كونغ، توفي في هونغ كونغ، عن عمر يناهز 63 عاماً.

## التعليم
تعلم في جامعة يورك.

## وصلات خارجية
- رينغو لام على موقع IMDb (الإنجليزية)
- رينغو لام على موقع ميتاكريتيك (الإنجليزية)
- رينغو لام على موقع روتن توميتوز (الإنجليزية)
- رينغو لام على موقع قاعدة بيانات الأفلام العربية
- رينغو لام على موقع ألو سيني (الفرنسية)
- رينغو لام على موقع أول موفي (الإنجليزية)
- رينغو لام على موقع قاعدة بيانات الأفلام السويدية (السويدية)
- رينغو لام على موقع قاعدة بيانات الفيلم (الإنجليزية)
- رينغو لام على موقع كينوبويسك (الروسية)